# Iwan Stojnow
Iwan Stojnow (bulgarisch Иван Стойнов; * 17. März 2001 in Sofia) ist ein bulgarischer Eishockeytorwart, der seit 2020 bei Dunaújvárosi Acélbikák in der ungarischen U21-Liga spielt.

## Karriere
Iwan Stojnow begann seine Karriere als Eishockeyspieler in der Nachwuchsabteilung des HK ZSKA Sofia, für den er in der Spielzeit 2017/18 in der bulgarischen Eishockeyliga debütierte. Bereits als 17-Jähriger wechselte er nach Slowenien, wo er beim HDK Maribor zwei Jahre sowohl in der U18- bzw. der U19-Mannschaft als auch im Herren-Team in der slowenischen Liga spielte. Im Sommer 2020 wechselte er nach Ungarn und steht dort bei Dunaújvárosi Acélbikák in der ungarischen U21-Liga im Tor.

### International
Im Juniorenbereich nahm Stojnow mit Bulgarien an den U18-Weltmeisterschaften 2017, 2018, als er zum besten Spieler seiner Mannschaft gewählt wurde, und 2019, als er die beste Fangquote des Turniers erreichte, sowie an den U20-Weltmeisterschaften 2018, als er die beste Fangquote und den geringsten Gegentorschnitt des Turniers aufwies und erneut zum besten Spieler seiner Mannschaft gewählt wurde, 2019 und 2020, als er die drittbeste Fangquote nach dem Australier Seb Woodlands und dem Isländer Jóhann Ragnarsson erreichte, jeweils in der Division III teil.
Sein Debüt in der bulgarischen Herren-Auswahl gab der Torwart im Alter von 17 Jahren bei der Weltmeisterschaft 2018, als er im beim 10:0-Erfolg der Bulgaren in der Division III gegen Hongkong eingesetzt wurde. Auch bei der Weltmeisterschaft 2019 gehörte er zum Kader der Bulgaren in der Division III, wurde aber nicht eingesetzt. Zudem vertrat er seine Farben beim Olympiaqualifikationsturnier für die Winterspiele in Peking 2022.

## Erfolge und Auszeichnungen
- 2019 Aufstieg in die Division II, Gruppe B, bei der U18-Weltmeisterschaft der Division III, Gruppe A
- 2019 Beste Fangquote bei der U18-Weltmeisterschaft der Division III, Gruppe A
- 2019 Aufstieg in die Division II, Gruppe B bei der Weltmeisterschaft der Division III